# Danjulo Ishizaka
Danjulo Ishizaka (ur. 14 maja 1979 w Bonn) – wiolonczelista pochodzenia japońsko-niemieckiego. Wymieniany wśród najwybitniejszych wiolonczelistów swojego pokolenia.

## Życiorys
Urodził się w niemiecko-japońskiej rodzinie, a pierwsze lekcje gry na wiolonczeli odebrał w wieku czterech lat. Studiował w Akademii Muzycznej im. Hannsa Eislera w Berlinie w latach 1998-2004 (klasa Borisa Pergamenschikowa). W latach 2004–2006 studiował u Tabei Zimmermann. Ponadto pozostawał pod silnym wpływem Bernharda Greenhouse'a, Michaela Denhoffa, György'ego Kurtága, Menahema Presslera i Amadeus-Quartet.
Pierwsze koncerty zagrał w Filharmonii Berlińskiej w 1996. W 2003 zadebiutował w Musikverein w Wiedniu, w 2004 w Suntory Hall w Tokio, w 2006 w Carnegie Hall w Nowym Jorku, w 2008 w Royal Albert Hall w Londynie, a w 2010 roku w Royal Festival Hall w Londynie. Występował w BBC Radio 3, w programie „New Generation Artists Scheme”, który dał mu możliwość wyprodukowania nagrań studyjnych w latach 2007 i 2008 – solo z towarzyszeniem fortepianu i pięciu orkiestr symfonicznych BBC – a także zagranie debiutanckich recitali w Wigmore Hall w Londynie. Na debiutanckiej płycie wydanej przez Sony BMG nagrał sonaty Brittena, Francka i Mendelssohna-Bartholdy'ego z pianistą Martinem Helmchenem. W 2006 płyta ta została wyróżniona nagrodą „Echo Klassik” Niemieckiej Akademii Fonograficznej.
Występował z takimi artystami jak Gidon Kremer, Lisa Batiashvili, Tabea Zimmermann, Julia Fischer, Veronika Eberle, Ray Chen, Martin Helmchen, Nils Mönkemeyer, Vadim Repin i Viviane Hagner, jak również z orkiestrami, takimi jak: Orkiestra Symfoniczna Radia Bawarskiego, NHK Symphony Orchestra, Tokyo Symphony Orchestra, Baltimore Symphony Orchestra, Detroit Symphony Orchestra, Royal Philharmonic Orchestra, London Philharmonic Orchestra, Opera National de Paris, Academy of St. Martin in the Fields i Zurich Chamber Orchestra. Grał pod batutą takich dyrygentów, jak Gerd Albrecht, John Axelrod, Andrew Davis, Christoph Eschenbach, Lawrence Foster, Michaił i Władimir Jurowski, Roger Norrington, Michael Sanderling, Mstisław Rostropowicz czy Leonard Slatkin.
W 2011 występował w Filharmonii Poznańskiej (koncert "Ziemi naszej hołd składamy"). W sezonie 2014-2015 występował z Cologne Chamber Orchestra pod dyrekcją Christopha Poppena oraz z Narodową Orkiestrą Symfoniczną Polskiego Radia w Katowicach pod dyrekcją Leonarda Slatkina (koncert inaugurujący Wielkanocny Festiwal im. Ludwiga van Beethovena w Warszawie). W sezonie 2015-2016 debiutował z Detroit Symphony Orchestra pod batutą Leonarda Slatkina, z Filharmonią Krakowską, jak również z Konzerthaus Kammerorchester w Berlinie. Grał również z Weimar Staatskapelle, Litewską Narodową Orkiestrą Symfoniczną i Orkiestrą Kameralną w Kobe. 
Jest profesorem wiolonczeli w Akademii Muzycznej w Bazylei i Berlińskim Uniwersytecie Artystycznym.
Gra na wiolonczeli Wolfganga Schnabla, na której wcześniej grał Boris Pergamenschikow i którą dostarczyła mu Akademia Kronberga, a także na wypożyczonej mu z Nippon Music Foundation wiolonczeli Stradivariusa „Feuermann”, wykonanej w 1730, na której wcześniej grał Emanuel Feuermann.

## Nagrody
- I nagroda na międzynarodowym konkursie ARD w Monachium,
- międzynarodowy konkurs im. Gaspara Cassado (Hiszpania),
- Międzynarodowy Konkurs im. Witolda Lutosławskiego w Warszawie,
- Grand Prix konkursu Emanuela Feuermanna w Berlinie,
- w 2012 uhonorowany nagrodą Hideo Saito Memorial Fund Award, przyznawaną przez Sony Music Foundation w Tokio,
- w 2014 nagroda Gramophone za nagranie roku z muzyką kameralną wraz ze smyczkowym Pavel Haas Quartet[2].